# Radiooooo
Radiooooo est une webradio musicale qui permet d'écouter la musique de tous les pays et de toutes les époques. Elle est disponible en ligne et sur une application mobile. Tout le monde peut contribuer à enrichir la base de données de morceaux. La radio est accessible sur le modèle freemium et permet de débloquer des fonctionnalités comme l'historique d'écoute.

## Jukebox[2]
Sur une carte du monde interactive l’utilisateur peut cliquer sur un des 190 pays représentés ainsi que sur une décennie de 1900 à aujourd’hui et filtrer son écoute selon trois modes slow, fast, weird. Le mode aléatoire permet de lancer automatiquement un pays et une décennie. Le mode taxi permet de programmer un itinéraire à travers plusieurs pays et plusieurs époques.

## Contenu
La radio propose d'écouter de la musique classée par playlists thématiques, correspondant à des ambiances ou thèmes divers, comme le Cinéma, le Classique. Les sélections musicales peuvent aussi être issues des bibliothèques personnelles de chanteurs comme Etienne Daho, ou des sélections d’œuvres d'artistes comme David Bowie, ou compositeurs comme Ennio Morricone. 